# MBC충북 청주방송국
MBC충북 청주방송국(MBC忠北 淸州放送局)은 충청북도 중남부와 충청남도, 세종특별자치시, 대전광역시 일부를 가시청권으로 하는 방송사로, 1970년 10월 23일에 개국하였다. 본사는 충청북도 청주시 흥덕구 가경동에 위치한다.

## 연혁

### 1960년대
- 1969년 8월 5일 : 무선국 허가 (HLAX 1㎾, 1290㎑)

### 1970년대
- 1970년 10월 18일 - 충청방송 주식회사 설립 등기 (충청일보)
- 1970년 10월 23일 - 충청방송 주식회사 AM 방송 개국 (호출부호 HLAX, 1290㎑, 1㎾) 및 기념공연
- 1971년 9월 15일 - 충청방송주식화사를 청주문화방송주식회사로 상호변경
- 1973년 3월 31일 - 송신소 예비송신기 증설
- 1977년 8월 24일 - 사옥준공이전(청주시 남문로1가 67에서 청주시 사창동 260-2로)
- 1978년 11월 23일 - 주파수 변경 (1290㎑에서 1287㎑로)
- 1979년 12월 27일 - 송신소 신축 준공

### 1980년대
- 1980년 11월 15일 - 주식회사 문화방송·경향신문으로 주식양도 경영권 인계
- 1981년 3월 1일 - 충청일보 분리
- 1981년 9월 30일 - 전파관리국으로부터 FM방송국 가허가 (호출부호 : HLAX-FM 주파수 : 99.7㎒ 출력 : 1㎾)
- 1983년 4월 1일 -  TV 방송 개국 (CH33, 5㎾)
- 1983년 8월 1일 - FM 방송 개국 (99.7㎒, 1㎾)
- 1985년 6월 7일 - 청주MBC, 일본 기후연의 종합매스컴인 기후 방송 자매 결연
- 1986년 5월 6일 - 금적산TV중계소 개국 (CH 46, 500W)
- 1986년 5월 6일 - 속리TV중계소 개국 (CH 9, 10W)
- 1986년 11월 4일 - 영동 TV중계소 개국 (CH 11, 100W)
- 1987년 11월 9일 - 무선국(방송국) 가허가 - 청주문화 미원TV중계소
- 1988년 8월 1일 - 미원TV중계소 개국 (CH 49, 100W)
- 1988년 10월 6일 - 청주문화방송 노동조합 창립
- 1989년 2월 22일 - 라디오 중파방송 10KW로 출력증강 및 송신소 무인화 준공

### 1990년대
- 1991년 4월 11일 - 음악FM방송국 변경 허가
- 1991년 12월 28일 - 두타산TV중계소 개국 (CH 7, 500W)
- 1991년 12월 28일 - 옥천TV중계소 개국 (CH 31, 100W)
- 1991년 12월 28일 - 운동TV중계소 개국 (CH 31, 100W)
- 1992년 12월 12일 - 부강TV중계소 개국 (CH 26, 500W)
- 1993년 11월 23일 - 청천TV중계소 개국 (CH 34, 100W)
- 1993년 11월 23일 - 학산TV중계소 개국 (CH 38, 100W)
- 1996년 12월 30일 - 죽림동 라디오 송신소 준공 (10㎾)
- 1998년 4월 7일 - 우암TV송신소 출력증강 (5㎾ → 10㎾)
- 1999년 10월 23일 - 표준FM 개국 (107.1㎒, 1㎾)

### 2000년대
- 2001년 6월 15일 - 금적산 표준FM중계소(96.3㎒,500W)개국
- 2001년 7월 14일 - 우암산송신소 TV,FM4U,SFM 송신철탑 재건립(사각자립식 80M)
- 2001년 9월 7일 - IMT-2000 주식 청약(35,000주)
- 2003년 6월 26일 - D-TV 방송국 허가 (물리채널 CH 20, 2㎾)
- 2005년 6월 30일 - 우암산송신소 D-TV 방송개국
- 2006년 6월 30일 - 금적산중계소 D-TV 방송개국 (물리채널 CH 43, 0.1㎾)
- 2006년 10월 23일 - 우암동(舊 청주역 자리)에서 가경동 신사옥[1] 준공 이전

### 2010년대
- 2010년 9월 14일 - 모바일 홈페이지 '모바일 청주MBC' 개통 (http://m.mbccj.co.kr 보관됨 2011-05-21 - 웨이백 머신)
- 2010년 10월 일 - 두태산 디지털 TV 중계소 개소 (물리채널 25, 90W)
- 2012년 9월 24일 - 지상파 아날로그 TV방송 종료
- 2013년 10월 16일 - 수도권, 강원도, 충청권 디지털방송 재배치
- 2016년 1월 27일 - 아포코와 협약을 맺었다
- 2016년 10월 1일 - 충주문화방송과 통합 후 MBC충북으로 출범 하였다.
- 2017년 5월 - 사이트가 통합되었다.

### 2020년대
- 2022년 11월 8일 - AM 라디오 운용 일시 휴지(1287kHz, 10kW). FM방송 전환.
- 2023년 5월 8일 : AM 라디오 송출 종료(1287kHz, 10kW).[2]

## TV방송
1983년 4월 1일 우암산송신소에서 출력 5kW로 TV방송을 개국함에 따라 MBC충북 청주방송국의 본격적인 TV방송이 시작되었다. 2005년 6월 30일에는 디지털TV방송을 개국하면서 고품질의 TV방송을 서비스할 수 있게 되었으며 난시청을 해소하기 위해 방송권역내 방송망을 점차 늘려나가고 있다. 충북 중·남부, 세종시 일부 지역을 가시청권으로 하여 방송중에 있다.

### 프로그램

#### 보도
| 프로그램명          | 방송시간               | 편성시간                                   | 진행                          |
| ------------------- | ---------------------- | ------------------------------------------ | ----------------------------- |
| MBC 뉴스투데이 충북 | 월~금 30분             | 07:20 ~ 07:50                              | 구본상                        |
| 930 MBC 뉴스 충북   | 월~금 10분             | 09:35 ~ 09:45                              | 구본상                        |
| MBC 뉴스데스크 충북 | 월~금 20분 일요일 10분 | 20:25 ~ 20:45 *토요일에는 편성하지 않는다. | 평일 : 김희수 일요일 : 구본상 |

MBC충북 뉴스 링크

### 시사교양,연예오락
| 프로그램                        | 시간              | 진행           |
| ------------------------------- | ----------------- | -------------- |
| 전국시대                        | 수 07:50~08:50    | 구본상, 송민수 |
| 살맛나는 세상                   | 목 07:50~08:50    |                |
| 생활력 스페셜                   | 금 07:50~08:50    |                |
| 생방송 활기찬 저녁              | 화-목 18:05~19:05 | 송민수, 하미진 |
| MBC충북 특집프로                | 목 22:30~23:55    |                |
| 사색의 공동체 스미다            | 일 08:05~09:05    |                |
| 거기어때?                       | 토 20:50~22:00    |                |
| 충북 시사토론 창                | 토 08:20~09:20    | 구본상         |
| 테마여행 길 (지역MBC 공동 제작) | 금 18:10~19:10    | 최천규 연출    |
| 세계 친환경 미식탐험            | 일 12:10~13:10    |                |

### 종영된 프로그램
- 파워매거진 충북 (15.12.24완결)
- 서배이쇼 충북인의 물음표 (시즌1,2) (시즌1:14.11.28완결,시즌2:15.12.7 완결)
- 충북의 힘 (13.3.23 완결)
- 자인식 (13.10.02 완결)
- 문화메거진 마실 (14.3.8 완결)
- 잡아라JOB! (14.10.18 완결)
- 월간특별토론 (14.02.28 완결)
- 굿잡,굿스타트 시즌1 (15.12.26완결)
- 시사매거진창 (종영날짜 불명,후속프로:충북시사토론창)
- 날자 청주공항 (종영날짜 불명)
- 충북매거진, 창(종영날짜 불명)
- 충북경제 성공시대(종영날짜 불명)
- 이슈토론(종영날짜 불명)
- 스패셜 전국시대 (16.10.28 완결)
- TV 전국기행 (현재의 전국시대,종영날짜 불명)
- 프라임인터뷰 (22.12.31 완결)

총 15개의 프로가 종영되었다.

### 특집프로그램(최신순)
- 2015년 이전 특집 프로그램은 MBC충북 청주방송국 홈패이지 (www.mbccb.co.kr)을 참조 하자.

- 제35회 소백산철쭉제 기념 특집콘서트-2017.06.03
- 2017 사제동행 사랑의 콘서트-2017.05.14
- MBC충북 특집 "코피노 소년 킹리"-2017.04.28
- MBC충북 특집다큐 '소야곡'2017.03.25
- 2017 대선 더불어민주당 후보자 경선토론 - 2017.03.25
- 특집 다큐멘터리 숲 이야기 2부 - 숲은 돈이다 -2017.02.13
- 특집 다큐멘터리 꿈의 미래자원 일라이트 -2017.02.08
- 특집 다큐멘터리 숲 이야기 1부 - 숲맹의 변명 (2017.02.06)
- 특집토론 세계무예마스터십 발전방안 (2016.12.26)
- 2016 영동곶감 한마음 콘서트(2016.12.24)
- MBC충북 출범특집 다큐 숲속무대 만종리 밀밭극장(2016.11.29)
- MBC충북 출범기념 특집 앙코르 다큐멘터리 직지의 최초 발견자 (2016.10.29)
- 제21회 속리산 단풍가요제 (1~2부) 2016.10.23
- MBC 충북 출범기념 앙코르 다큐맨터리  2016.10.22
- 제 20회 충청북도 향토음식 경연대회 (1~2부) 2016.10.16
- 2016 청원생명축재 축하공연    2016.10.06
- MBC충북 출범 특집 생방송:다시뛰는충북(1~2부) 2016.10.06
- 제 34회 소백산 철쭉제 개막 기념 콘서트(녹방) 2016.5.30
- 2016 사제동행 사랑의콘서트  	2016.05.14
- 4.13총선 개표방송 (1부~4부)  2016.4.13
- 제20대 국회의원선거 후보자 방송연설 	2016.04.07
- 제20대 국회의원선거 초청토론회<상당구>  		2016.04.07
- 제20대 국회의원선거 초청토론회<중부3군>  	2016.04.06
- 제20대 국회의원선거 초청토론회<흥덕구>  	2016.04.06
- 제20대 국회의원선거 초청토론회<서원구>  	2016.04.05
- 제20대 국회의원선거 후보자 방송연설  	2016.04.04
- 제20대 국회의원선거 초청토론회<청원구> 2016.04.04
- 진천군수 재선거 후보토론회  사진		2016.03.30
- 2016 신년특별대담 김병우 교육감에게 듣는다    2016.01.21
- 2016 신년특별대담 이언구 도의장에게 듣는다    2016.01.14
- 2016 신년특별대담 이시종 도지사에게 듣는다   2016.01.07
- 청주MBC 특집다큐 '마을, 예술이 되다'  2015.12.28

### 방송 송출 시설망
- 호출부호 : HLAX-DTV
- 가상채널 : 11-1

| 송신소        | 물리채널 | 물리채널 | 출력 | 송신소 위치                             | 비고  |
| 송신소        | UHD      | HD       | 출력 | 송신소 위치                             | 비고  |
| ------------- | -------- | -------- | ---- | --------------------------------------- | ----- |
| 우암산 송신소 | 준비중   | CH 20    | 2㎾  | 충북 청주시 상당구 수동 산2-1           |       |
| 두타산 중계소 | 준비중   | CH 25    | 90W  | 충북 진천군 초평면 용정리 산30-26       |       |
| 청천 중계소   | 준비중   | CH 24    | 20W  | 충북 괴산군 청천면 선평리 산9-9         |       |
| 미원 중계소   | 준비중   | CH 45    | 5W   | 충북 청주시 상당구 미원면 미원리 산27-1 |       |
| 부강 중계소   | 준비중   | CH 37    | 90W  | 세종 부강면 부강1리 산36-1              |       |
| 금적산 중계소 | 준비중   | CH 41    | 90W  | 충북 옥천군 안내면 오덕리 산1-1         |       |
| 속리 중계소   | 준비중   | CH 19    | 20W  | 충북 보은군 속리산면 사내리 산14-1      |       |
| 옥천 중계소   | 준비중   | CH 44    | 20W  | 충북 옥천군 동이면 세산리 산23          |       |
| 영동 중계소   | 준비중   | CH ??    | 90W  | 충북 영동군 영동읍 회동리 산10          | [ 3 ] |
| 학산 중계소   | 준비중   | CH 29    | 20W  | 충북 영동군 학산면 박계리 472-1         |       |

아날로그TV
- 호출부호 : HLAX-TV

| 송신소        | 출력  | 채널  | 송신소 위치                          |
| ------------- | ----- | ----- | ------------------------------------ |
| 우암산 송신소 | CH 33 | 10 ㎾ | 충북 청주시 상당구 수동 산2-1        |
| 두타산 중계소 | CH 7  | 500W  | 충북 진천군 초평면 용정리 산30-26    |
| 청천 중계소   | CH 34 | 100W  | 충북 괴산군 청천면 선평리 산9-9      |
| 미원 중계소   | CH 49 | 10W   | 충북 청원군 미원면 미원리 산27-1     |
| 운동 중계소   | CH 31 | 100W  | 충북 청주시 상당구 운동동 산64-3     |
| 부강 중계소   | CH 26 | 500W  | 세종특별자치시 부강면 부강1리 산36-1 |
| 금적산 중계소 | CH 46 | 500W  | 충북 옥천군 안내면 오덕리 산1-1      |
| 속리 중계소   | CH 9  | 10W   | 충북 보은군 속리산면 사내리 산14-1   |
| 옥천 중계소   | CH 31 | 100W  | 충북 옥천군 옥천읍 삼청리 산33-3     |
| 영동 중계소   | CH 28 | 100W  | 충북 영동군 영동읍 회동리 산10       |
| 학산 중계소   | CH 28 | 100W  | 충북 영동군 학산면 박계리 472-1      |

## 라디오방송
1970년 10월 23일 충청방송(주)로서 설립하여 주파수 라디오방송을 개국해 첫 방송을 시작하였다. 1983년에 FM라디오방송을 개국하고, 1999년에는 AM라디오 표준FM을 개국하여 현재 AM라디오 1채널과 FM라디오 2채널을 운영하고 있으며 충북 중부와 남부지역, 그리고 천안, 세종, 대전 등 인근 일부지역을 가청취권역으로서 방송하고 있다.

### 프로그램

#### MBC충북 청주 라디오
| 프로그램          | 요일  | 시간  | 진행자         |
| ----------------- | ----- | ----- | -------------- |
| 구본상의 허심탄회 | 월~금 | 55분  | 구본상         |
| 즐거운 오후       | 월~금 | 110분 | 송민수, 이가회 |
| MBC 15시 뉴스     | 월~금 | 5분   | 김희수         |

#### MBC충북 청주 FM4U
| 프로그램      | 요일  | 시간  | 진행자 |
| ------------- | ----- | ----- | ------ |
| 정오의 희망곡 | 월~금 | 120분 | 김희수 |

### 방송 송출 시설망
| MBC충북 청주 라디오 | MBC충북 청주 라디오 | MBC충북 청주 라디오 | MBC충북 청주 라디오 | MBC충북 청주 라디오             |
| 송신소              | 주파수              | 출력                | 호출부호            | 송신소 위치                     |
| ------------------- | ------------------- | ------------------- | ------------------- | ------------------------------- |
| 우암산 송신소       | FM 107.1㎒          | 1㎾                 | HLAX-SFM            | 충북 청주시 상당구 수동 산2-1   |
| 금적산 중계소       | FM 96.3㎒           | 500W                | HLAX-SFM            | 충북 옥천군 안내면 오덕리 산1-1 |
| MBC충북 청주 FM4U   |                     |                     |                     |                                 |
| 송신소              | 주파수              | 출력                | 호출부호            | 송신소 위치                     |
| 우암산 송신소       | FM 99.7㎒           | 1㎾                 | HLAX-FM             | 충북 청주시 상당구 수동 산2-1   |
| 금적산 중계소       | FM 90.5㎒           | 500W                | HLAX-FM             | 충북 옥천군 안내면 오덕리 산1-1 |

### 로고송
- 행복한 오늘과 내일에 소중한 우리의 MBC 희망과 기쁨을 얘기해요 MBC라디오
- 차차차 우리 고마워요 우리 친구에요 함께 노력하는 MBC와 함께
- 더 어렵던 날도 많았죠 우린 함께 한다면 따스함을 느껴요 사랑이있어요 소중한 꿈을 이뤄가요 우린 함께 여기 있으니 감동도 사랑있는 MBC 라디오 문화방송
- 유난히 힘겨운날 혼자라 느껴지면 마음하나된 친구가필요해 언제나 어디서나 항상 곁에 있어 따뜻하게 날 위로해주는 mbc 라디오~
- MBC FM(꿈이 있어요~) MBC FM(사랑도 있어요~) MBC FM이 나는 좋아 MBC FM

### 라디오 시보 멘트
- 중파 1287 ㎑ 표준FM 107.1 / 96.3 ㎒ MBC충북입니다 (MBC충북 청주 라디오)
- 음악의 또 다른 이름 MBC FM4U (MBC충북 청주 FM4U)
- (MBC충북 청주 MBCFM4U 구멘트: 건강한 라디오 여러분의 문화방송입니다./FM 99.7㎒ 여러분의 MBC충북 청주FM 입니다.)
- FM 88.7㎒ MBC충북 FM4U입니다. HLAO(MBC충북 충주 FM4U, 홈페이지 온에어 듣기에 사용)

### 종영 프로그램
- 정오의 희망곡 박혜은입니다
- 정오의 희망곡 배한비입니다
- 정영락, 김란아의 즐거운 오후
- 정영락, 하미진의 즐거운 오후
- 김동혁, 하미진의 즐거운 오후
- 오!마이라디오
- 유쾌한 저녁!
- 음악스케치
- 라디오 주치의
- 김병재의 굿모닝FM
- MBC충북 특급작전
- MBC충북 가요응접실
- MBC충북 오후의 발견
- 임규호의 저녁N
- 일상을 바꾸는 라디오

## 지상파DMB방송
대전문화방송과 공동으로 투자하여, 충청권 전역을 가시청권으로 하는 지상파DMB 사업자로서 방송중이다.

## 아나운서
- 구본상
- 김희수

### MC·DJ·리포터
- 임규호
- 김병재
- 최진호
- 남상미
- 김현주
- 이병철
- 김보원
- 강수빈
- 설민수 (이은지의 가요응접실 구성)
- 황다희

## 기상캐스터
- 윤수정

## 보도국

### 보도1부 (청주)
- 심충만 보도국장
- 김영일 기자
- 이병선 기자
- 김대웅 기자
- 정재영 기자
- 조미애 기자
- 이지현 기자
- 김은초 기자
- 전효정 기자

## 영상국
- 임태규 국장
- 김병수 부장
- 이현기 부장
- 이병학 부장
- 류진수 카메라기자
- 변경미 CG
- 최재훈

편집기자
- 김현섭
- 김경호

## 역대 사장
- 1대 : 김정만 (1970~1971)
- 2대 : 이도영 (1971~1973)
- 3,4대 : 이석훈 (1973~1981)
- 5,6대 : 이대원 (1981~1986)
- 7대 : 양성연  (1986~1988)
- 8대 : 이달형 (1988~1991)
- 9대 : 이건형 (1991~1994)
- 10대 : 이상욱 (1994~1997)
- 11대 : 편일평 (1997~1999)
- 12대 : 박우정 (1999~2002)
- 13대 : 지석원 (2002~2003)
- 14대 : 고창근 (2003~2005)
- 15대 : 정재순 (2005~2008)
- 16대 : 김재철 (2008~2010)
- 17대 : 윤정식 (2010~2013)
- 18대 : 이용석 (2013~2017)
- 19대 : 김상운 (2017~2018)
- 20대 : 이길섭 (2018~2021)
- 21대 : 한기현 (2021~현재)

## 관련 기업
- 충청일보

## 해외 제휴 방송사
- 중국 허베이전시대(河北电视台)
- 일본 기후방송(岐阜放送)

## 역대 연중캠페인
- 2008년: 잘사는 충북, 시작은 청주MBC
- 2009년: 녹색 성장, MBC가 함께 합니다.
- 2016년: 희망 충북 함께뛰는 청주MBC
- 2020년: 충북의 힘! 감동 50년, 희망 50년
- 2022년: 마음과 마음을 연결하다.
- 2023년: 일상의 즐거움
- 2024년: 볼수록 더 좋은친구.

## 참고 자료
- 청주 MBC 창사 20주년 (1990년 10월 23일 방송분)
- 청주MBC 중계소 증설(1991년 12월 28일 방송분)
- 청주MBC, 충북 청원에 부강중계소 준공 (1992년 12월 12일 방송분)